# Zwartewegsend
Zwartewegsend (Fries: Swarteweisein) is een buurtschap in de gemeente Tietjerksteradeel, in de Nederlandse provincie Friesland. Het ligt binnen de bebouwde kom van Tietjerk.
De buurtschap is ontstaan bij een herberg dat bij de Zwarte weg was gelegen. De Zwarte weg was de naam van de latere rijksweg N355, die destijds eindigde bij Zwartewegsend. De weg werd aangelegd tussen 1528 en 1531 op aandringen van Georg Schenck van Toutenburg, stadhouder van Friesland. Hij beheerde de buitenplaats Toutenburch tussen Rijperkerk en Tietjerk en wilde een korte verbinding met de hoofdstad Leeuwarden.
Vanwege het moerassige gebied tussen Leeuwarden en Tietjerk waren de kosten voor aanleg hoog. In Leeuwarden werd dan ook tol geheven bij het Oud Tolhuis, gelegen naast De Bonke. Eind jaren 70 en begin jaren 80 van de 20ste eeuw is het dorp Tietjerk naar het noorden toe uitgebreid. Hierdoor is de buurtschap binnen de bebouwde kom komen te liggen van dat dorp. Het wordt daarom niet altijd meer als een eigen plaats gezien maar toch duidt men het ook nog regelmatig als een eigen buurt(schap).
De bewoning ligt aan de Swarteweisein en omvat ook het bewoningsblok dat van oorsprong was opgezet door Stichting Toutenburg. Aan de westkant van de buurtschap ligt het landgoed Groot Vijversburg.